# Öje
Öje är en småort i Malung-Sälens kommun vid Ogströmmens mynning i Öjen.
Sydost om den bebyggelse som SCB har avgränsat som småort finns en annan bebyggelse som före 2010 avgränsades till en annan småort benämnd Östra Öje.

## Befolkningsutveckling
| Befolkningsutvecklingen i Öje 1960–2015       | Befolkningsutvecklingen i Öje 1960–2015 | Befolkningsutvecklingen i Öje 1960–2015 | Befolkningsutvecklingen i Öje 1960–2015 | Befolkningsutvecklingen i Öje 1960–2015 |
| --------------------------------------------- | --------------------------------------- | --------------------------------------- | --------------------------------------- | --------------------------------------- |
|                                               |                                         |                                         |                                         |                                         |
| År                                            |                                         |                                         | Folkmängd                               | Areal (ha)                              |
| 1960                                          | 1960                                    |                                         | 294                                     |                                         |
| 1965                                          | 1965                                    |                                         | 270                                     |                                         |
| 1970                                          | 1970                                    |                                         | 260                                     |                                         |
| 1975                                          | 1975                                    |                                         | 233                                     |                                         |
| 1980                                          | 1980                                    |                                         | 196                                     |                                         |
| 1990                                          | 1990                                    |                                         | 219                                     | 72                                      |
| 1995                                          | 1995                                    |                                         | 222                                     | 72                                      |
| 2000                                          | 2000                                    |                                         | 202                                     | 72                                      |
| 2005                                          | 2005                                    |                                         | 187                                     | 72#                                     |
| 2010                                          | 2010                                    |                                         | 162                                     | 67#                                     |
| 2015                                          | 2015                                    |                                         | 154                                     | 74#                                     |
| Anm.: Upphörde som tätort 2005. # Som småort. |                                         |                                         |                                         |                                         |

## Samhället
Här ligger Öje kapell och här har det legat en skinnfabrik.